# フィッシャフーデ
フィッシャフーデ(英、独:Fischerhude)とは、ブレーメンとハンブルクの中間のブレーメン寄りにある。
この村は、フェルデン郡のヴュンメ川沿いオッタースベルク町に属している。この村はオットー・モーダーゾーンやクララ・ヴェストホフやハインリッヒ・ブレリング等で知られる芸術家村でもある。

## イベント
毎年5月1日のメーデーには、バンドやクラブ、グループでのパレードの行進などの催しが行われる。

## 観光名所
- 聖母教会
- モーダーゾーン博物館

## フィッシャフーデを描いた美術作品

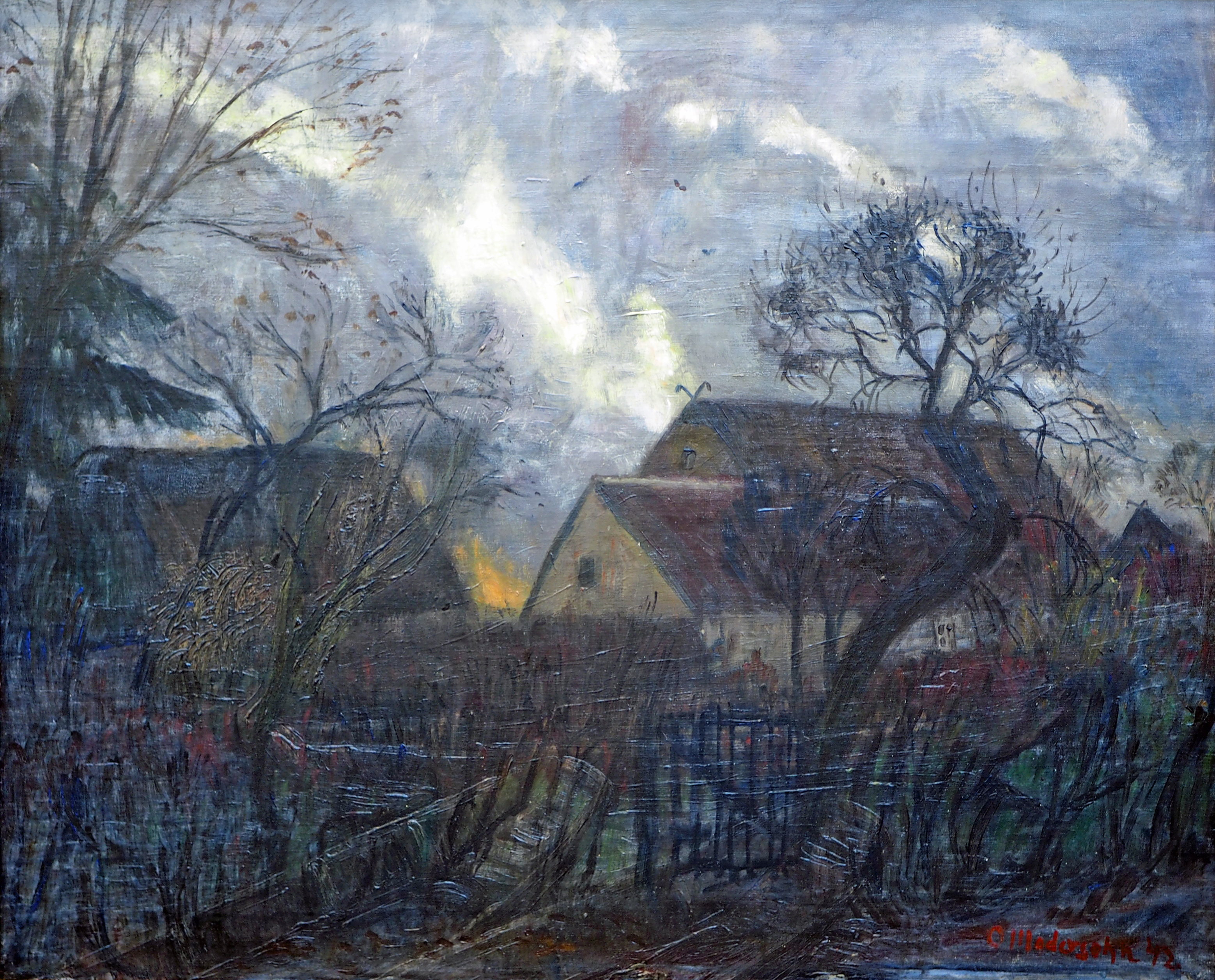
(画)オットー・モーダーゾーン(1865-1943)
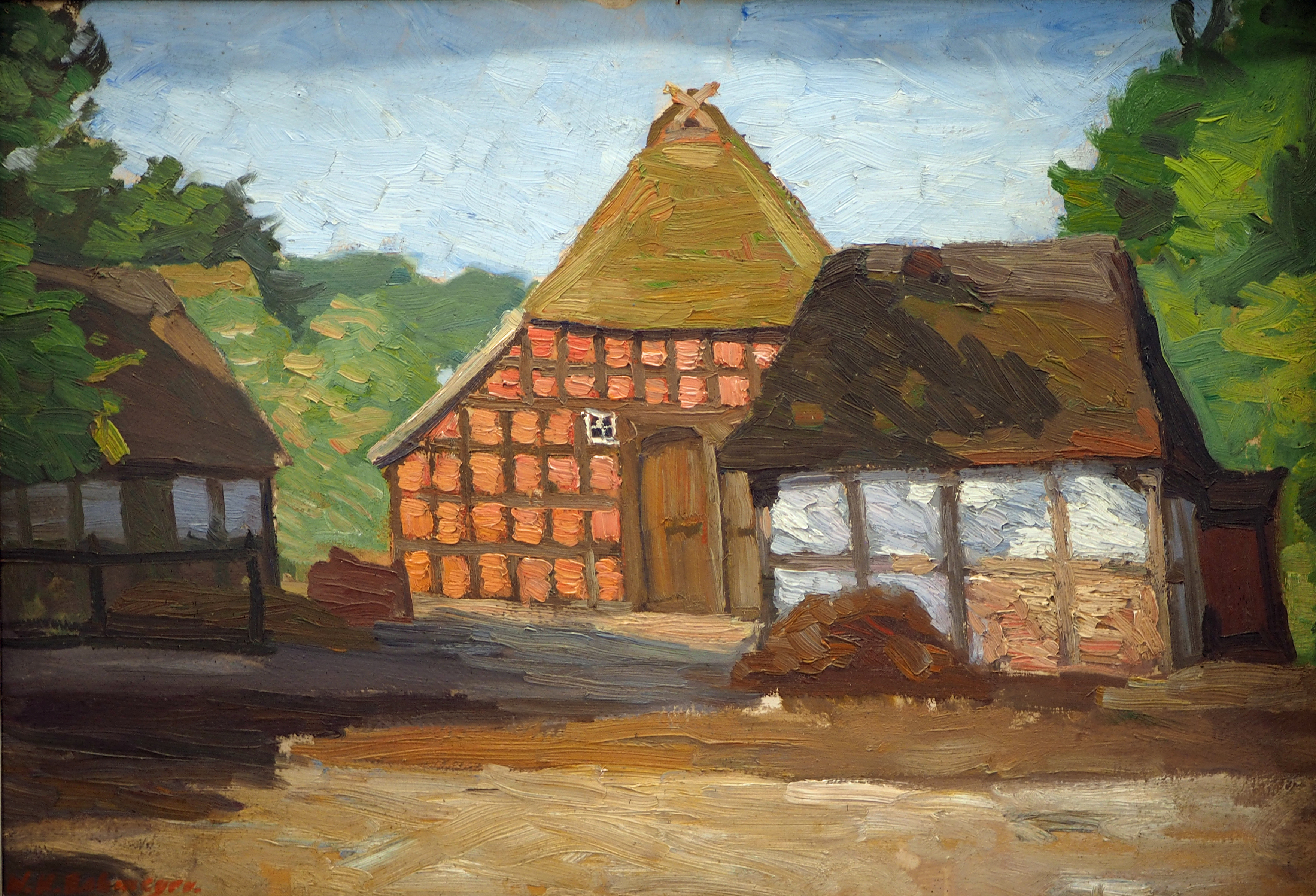
(画)ヴィルヘルム・ハインリヒ・ローマイヤー(1882-1936)
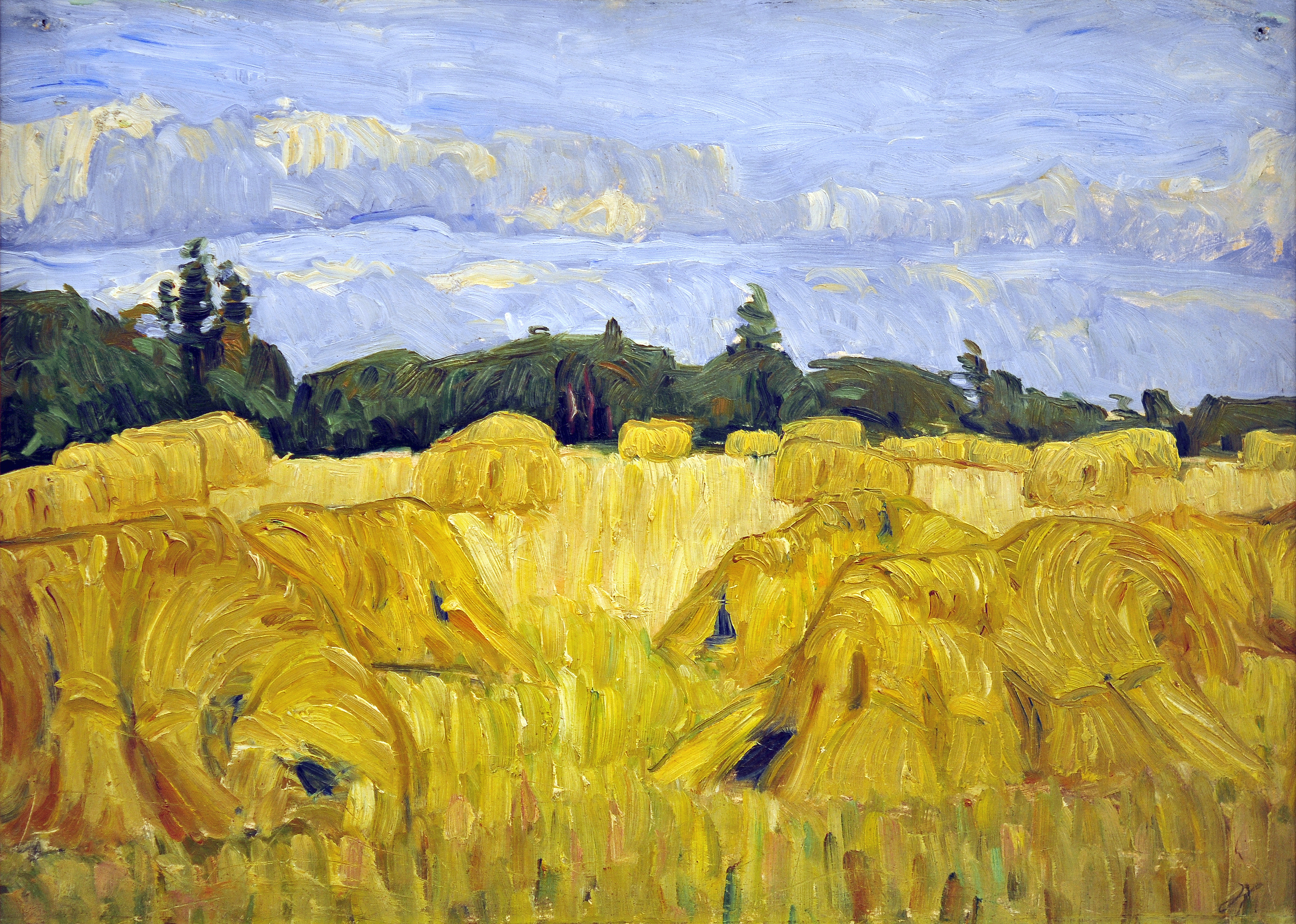
(画)アウグスト・ハーケ(1889-1915)

| サブスタブ | この項目は、まだ閲覧者の調べものの参照としては役立たない、書きかけの項目です。この項目を加筆・訂正などしてくださる協力者を求めています。このテンプレートは分野別のサブスタブテンプレートやスタブテンプレート（Wikipedia:分野別のスタブテンプレート参照）に変更することが望まれています。 |